# Donnanovo ravnovesje
Donnanovo ravnovésje [dònanovo ~] opisuje primer, ko vsaj ena vrsta nabitih delcev (ionov ali ioniziranih molekul) ne more prehajati prek polprepustne membrane. Donnanovo ravnovesje izpeljemo iz dveh osnovnih zahtev:
- zahteva po izenačitvi kemijskih potencialov za vse snovi, ki lahko prehajajo membrano
- zahteva po električni nevtralnosti na obeh straneh membrane

## Izpeljava
Delci snovi, ki membrano lahko prehaja, jo prehaja, dokler se ne izenači kemijski potencial za to snov na obeh straneh membrane. Če gre za nabite delce, se pri tem vzpostavi prekomembranski potencial, zato je h kemijskemu potencialu treba prišteti še energijo, ki jo imajo delci zaradi električnega polja. Tako korigiran kemijski potencial nosi ime elektrokemijski potencial.
Zgled za Donnanovo ravnovesje je eritrocit (rdeča krvna celica), suspendiran v fiziološki raztopini. Glavni ioni, ki nastopajo, so hemoglobin (pri fiziološki vrednosti pH 7,4 nosi vsaka molekula hemoglobina tri negativne naboje: Hb3-), kalij (K+) in klor (Cl-) v notranjosti eritrocita ter natrij (Na+) in klor (Cl-) v njegovi zunanjosti. Voda in kloridni ioni lahko prehajajo prek membrane eritrocita, hemoglobin in oba kationa pa ne.
Začnemo z zahtevo po električni nevtralnosti znotraj in zunaj eritrocita:
{\displaystyle [{\textrm {Cl}}^{-}]_{i}+3[{\textrm {Hb}}^{3-}]_{i}=[{\textrm {K}}^{+}]_{i}}
{\displaystyle [{\textrm {Cl}}^{-}]_{e}=[{\textrm {Na}}^{+}]_{e}}
Zahtevama po električni nevtralnosti in enakosti kemijskih potencialov zadosti sistem tako, da se prek membrane vzpostavi električni potencial. V ravnovesju morata elektrokemijska potenciala kloridnih ionov na obeh straneh membrane enaka:
{\displaystyle \mu _{i}({\textrm {Cl}}^{-})-F\phi _{i}=\mu _{e}({\textrm {Cl}}^{-})-F\phi _{e}}
Vrednost kemijskega potenciala znotraj in zunaj lahko izrazimo s standardno vrednostjo:
{\displaystyle \mu _{i}=\mu ^{0}({\textrm {Cl}}^{-})+RT\ln[{\textrm {Cl}}^{-}]_{i}}
{\displaystyle \mu _{e}=\mu ^{0}({\textrm {Cl}}^{-})+RT\ln[{\textrm {Cl}}^{-}]_{e}}
Odtod lahko izračunamo razmerje koncentracij kloridnih ionov znotraj in zunaj eritrocita, znano tudi kot Donnanovo razmerje r:
{\displaystyle r={\frac {[{\textrm {Cl}}^{-}]_{i}}{[{\textrm {Cl}}^{-}]_{e}}}=\exp \left({\frac {F(\phi _{i}-\phi _{e})}{RT}}\right)}
Obratno lahko iz znanega razmerja koncentracij z Nernstovo enačbo izračunamo prekomembranski potencial.
Ostane nam še, da določimo koncentracijo kloridnih ionov zunaj in znotraj. Za določitev termodinamskega ravnovesja moramo ob omenjenih enačbah upoštevati še enakost kemijskih potencialov vode, kar upoštevamo tako, da izenačimo osmotski tlak na obeh straneh membrane:
{\displaystyle \pi _{i}=\pi _{e}}
Skladno z van't Hoffovim zakonom je zgornja zahteva enakovredna zahtevi za koncentracije:
{\displaystyle [{\textrm {Cl}}^{-}]_{i}+3[{\textrm {Hb}}^{3-}]_{i}+[{\textrm {K}}^{+}]_{i}=[{\textrm {Cl}}^{-}]_{e}+[{\textrm {Na}}^{+}]_{e}}
Odtod dobimo
{\displaystyle [{\textrm {Cl}}^{-}]_{i}=[{\textrm {Cl}}^{-}]_{e}-2[{\textrm {Hb}}^{3-}]_{i}}
Ker je naboj na hemoglobinu negativen, je koncentracija kloridnih ionov znotraj celice manjša od koncentracije zunaj, celični potencial pa negativen glede na zunanjega.

## Zgodovina
Donnanovo ravnovesje, ponekod imenovano tudi Gibbs-Donnanovo ravnovesje, nosi ime po irskem kemiku Fredericku Georgeu Donnanu in ameriškem fizikalnem kemiku Josiahu Willardu Gibbsu.